# Alessandro Gini

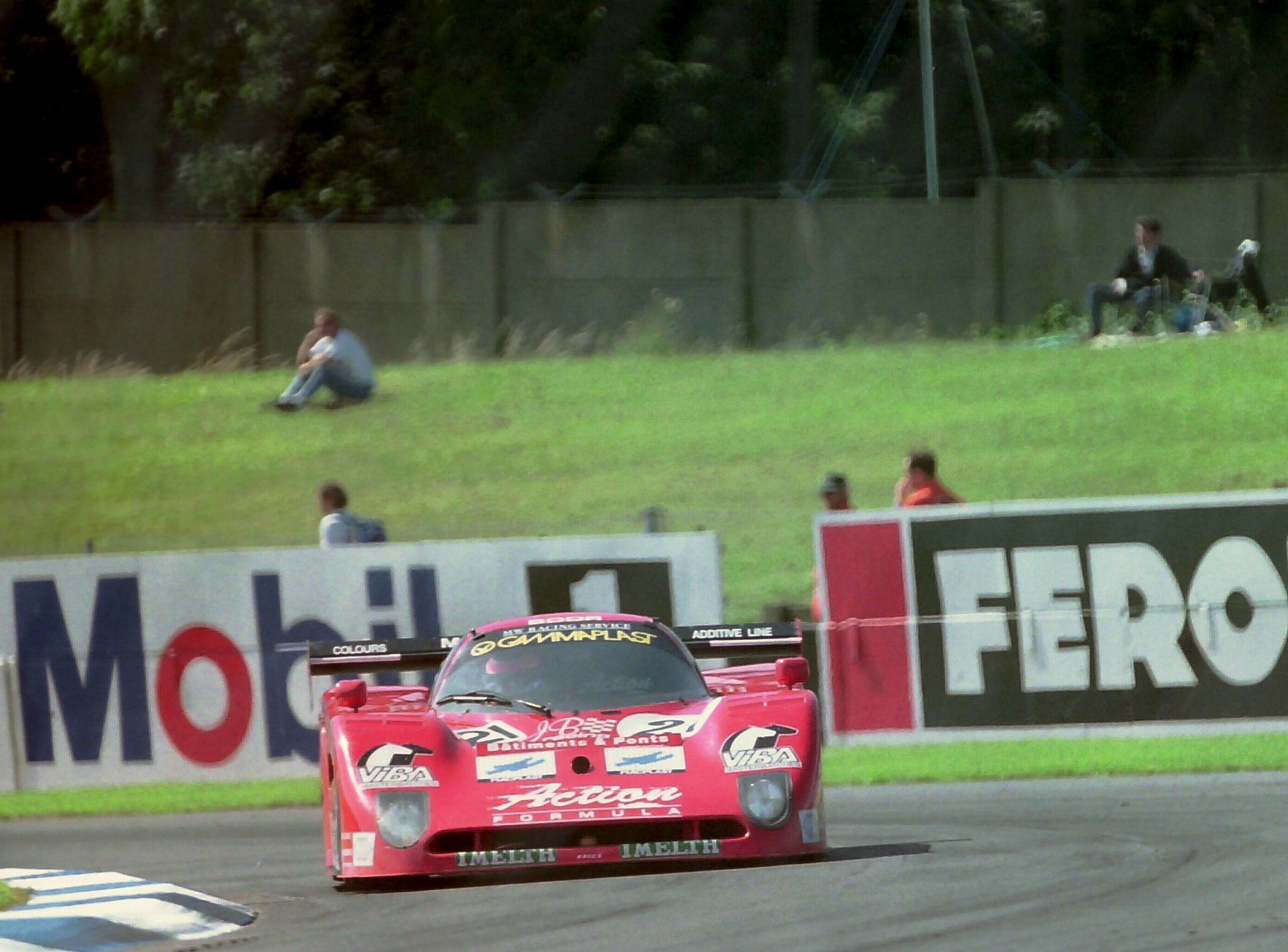
Der von Alessandro Gini gefahrene Spice SE90C beim 500-km-Rennen von Donington 1992

Alessandro Gini (* 23. August 1969 in Novara) ist ein ehemaliger italienischer Autorennfahrer.

## Karriere als Rennfahrer
Alessandro Gini war zu Beginn der 1990er-Jahre einige Zeit im Sportwagensport. Er startete 1992 für Action Formula bei vier Rennen der Sportwagen-Weltmeisterschaft, wo er sich nicht platzieren konnte. Das 1-Stunden-Rennen von Mugello 1993, ein Wertungslauf der Interserie 1993, beendete er im Werks-Courage C30 an der achten Stelle der Gesamtwertung. Seine beste Platzierung bei einem Rennen war der sechste Rang beim 6-Stunden-Rennen von Vallelunga 1994.

## Statistik

### Le-Mans-Ergebnisse
| Jahr | Team                | Fahrzeug      | Teamkollege   | Teamkollege      | Platzierung | Ausfallgrund    |
| ---- | ------------------- | ------------- | ------------- | ---------------- | ----------- | --------------- |
| 1992 | Action Formula      | Spice SE90C   | Luigi Taverna | John Sheldon     | Ausfall     | Zündungsschaden |
| 1993 | Courage Compétition | Courage C30LM | Carlos Moran  | Tomiko Yoshikawa | Ausfall     | Unfall          |

### Einzelergebnisse in der Sportwagen-Weltmeisterschaft
| Saison | Team           | Rennwagen   | 1   | 2   | 3   | 4   | 5   | 6   |
| ------ | -------------- | ----------- | --- | --- | --- | --- | --- | --- |
| 1992   | Action Formula | Spice SE90C | MON | SIL | LEM | DON | SUZ | MAG |
| 1992   | Action Formula | Spice SE90C | DNF | DNF | DNF | DNF |     |     |